# Schlotheimia clavata
Schlotheimia clavata är en bladmossart som beskrevs av Geheeb och Georg Ernst Ludwig Hampe 1879. Schlotheimia clavata ingår i släktet Schlotheimia och familjen Orthotrichaceae. Inga underarter finns listade i Catalogue of Life.